# Steilacoom (Washington)
Steilacoom es un pueblo ubicado en el condado de Pierce en el estado estadounidense de Washington. En el año 2000 tenía una población de 6.049 habitantes y una densidad poblacional de 1.126,2 personas por km².

## Geografía
Steilacoom se encuentra ubicada en las coordenadas 47°10′12″N 122°35′40″O / 47.17000, -122.59444.

## Demografía
Según la Oficina del Censo en 2000 los ingresos medios por hogar en la localidad eran de $46.113, y los ingresos medios por familia eran $54.725. Los hombres tenían unos ingresos medios de $40.505 frente a los $34.136 para las mujeres. La renta per cápita para la localidad era de $27.124. Alrededor del 8,1% de la población estaban por debajo del umbral de pobreza.